# Лекс Лютор
Алекса́ндр Джо́зеф (Ле́кс) Лю́тор (англ. Alexander Joseph «Lex» Luthor) — суперзлодей Вселенной DC, являющийся заклятым врагом Супермена. Создан Джерри Сигелом и Джо Шустером. Он больше известен как злодей из историй про Супермена, хотя впервые появился в «Action Comics» №23 (1940) как игрок на банджо. В разных версиях комикса характер Лекса отличался: от вдохновенного безумного учёного до аморального бизнесмена. В одном из вариантов комикса 1960 года Лютор был изображён озлобленным учёным, который обвиняет Супермена в несчастном случае в лаборатории, после которого Лютор начал лысеть.
Лютор был архиврагом Супермена в большинстве появлений супергероя, будучи задуманным как его двойная противоположность: нравственно развращённый и полагающийся на интеллект, а не на силу. Лютор захватывает власть, используя свою гениальность обычно ради собственной выгоды, а не ради добра, и является угрозой всему. Хотя первоначально он был изображён как учёный-преступник, позднее его образ был переписан в бессовестного промышленника и беловоротничкового преступника (он даже недолго занимал пост Президента США). В более поздних характеристиках Лютора были показаны элементы обеих интерпретаций.
В настоящее время[какое?] Лютор — учёный и бывший председатель одного из самых могущественных высокотехнологических конгломератов, «ЛексКорп». Хоть Лекс Лютор и является одним из самых опасных персонажей DC, отличием Лютора от большинства из галереи врагов Супермена является его нормальность: Лютор — новатор, и у него нет сверхспособностей, кроме его собственных коварства и хитрости. Он стремится превзойти Супермена.
Джин Хэкмен сыграл Лютора в фильме «Супермен» (1978) и в двух продолжениях. Роль унаследовал Кевин Спэйси в фильме «Возвращение Супермена» (2006). Майкл Розенбаум сыграл роль молодого Лекса в сериале Тайны Смолвиля. В фильме «Бэтмен против Супермена: На заре справедливости» (2016), которая является вторым фильмом Расширенной вселенной DC (2013-2023), роль Лекса исполнил Джесси Айзенберг. В фильме «Супермен» (2025), который станет первым полнометражным проектом второй киновселенной DC (2024-н.в.), роль персонажа сыграл Николас Холт.
В 2006 году журнал «Wizard» дал ему 8-е место в списке самых крупных злодеев всего времени, также, по версии отечественного журнала «Мир фантастики», Лютор заслуживает 5-го места в списке безумных учёных. Лютор — один из нескольких персонажей из историй о Супермене с инициалами «ЛЛ» (англ. "LL") (среди других: Лоис Лэйн, Лана Лэнг и Лори Лемарис, Лайонел Лютор, Лукас Лютор, Лилиан Лютор, Лаура Лэнг, Льюис Лэнг, Люси Лэйн, Линда Лэйк, Луис Лири, Лютесса Лютор из сериала " Тайны Смолвиля ")

## Биография

### До Кризиса на Бесконечных Землях

#### Золотой век комиксов
Докризисный вариант персонажа известен только по фамилии Лютор (англ. Luthor). Лютор впервые появился в 1940 году, он был изображён с головой, полностью покрытой рыжими волосами. Однако в 1941 году из-за ошибки художника в комиксе «Супермен» Лютор появился изображённым полностью лысым. Шустер всё равно предпочёл рисовать лысых злодеев, и после одобрения от Сигела более поражающая внешность была принята и стала торговой маркой Лютора. Изменение во внешности может быть также результатом путаницы с другим злодеем, Ультра-Гуманитом, который с самого начала и был лысым учёным.
Научный гений попытался сорвать Европейскую мирную конференцию, но был остановлен Суперменом. Несмотря на то что он обнаружил слабость Супермена перед криптонитом, он всё же не сумел убить его. Когда в 1960-х гг. начала формироваться мультивселенная DC, красноволосый Лютор был заявлен как копия лысого Лютора (известного под именем Лекс) из измерения Земли-два и получил имя Алексей (англ. Alexei) . В следующие годы своей жизни он встретился со своим двойником с Земли-один, и каждый из них попытался победить другую версию Супермена. В ходе Кризиса на Бесконечных Землях, когда во время Войны злодеев Алексей бросил вызов партнёрству Лекса и Брейниака, Брейниак убил Алексея, чтобы подавить конфликт.

### После Кризиса

#### Современный Лютор
В 1986 году, при «перезагрузке» Джона Бирна мифов о Супермене в ограниченной серии, «Человек стали», персонаж Лекса Лютора был переписан «с нуля» с намерением сделать его злодеем, который будет соответствовать 1980-м: корпоративным беловоротничковым преступником (идея первоначально принадлежала Марву Вольфману). В результате работы других авторов он в конечном счёте стал преступным мозговым центром, вездесущим и никогда полностью не побеждённым. В отличие от других преступников, предстающих перед Суперменом, Лютор часто более коварен, действуя, главным образом, «за сценой». Как правило, Лютор наслаждается комфортом пребывания в законности и предпочитает не «пачкать руки» (хотя были и исключения).
Докризисные детали иногда появлялись в изменённой, но узнаваемой форме. Среди них — боекостюм, в который Лютор изображён в «Action Comics» № 544, который ранее появлялся в выпуске № 5 «Человека стали» надетым на одного из прихвостней Лютора, который был, очевидно, легко побеждён Суперменом (сам Лютор облачён в боекостюм, схожий с его докризисным).

#### Происхождение
Согласно мифологии, появившейся после «Человека из стали», Лютор родился в Трущобах самоубийц, одном из районов Метрополиса. Свои юные годы Александр Джозеф «Лекс» Лютор (англ. Alexander Joseph "Lex" Luthor) провёл в домашнем хозяйстве, где его жестокий и вспыльчивый отец пренебрежительно относился к его матери и разбивал его мечты о лучшей жизни. Его единственным другом был одноклассник Перри Уайт (англ. Perry White), который способствовал стремлениям Лекса сбежать из трущоб и добиться успеха.
Окружающая среда, в которой находился Лекс в течение своего подросткового возраста, культивировала в нём безжалостный здравый смысл и талант к манипулированию. Лекс оформил страховой полис, застраховав жизнь своих родителей на большую сумму без их ведома, а затем испортил их автомобильные тормоза, тем самым убив их. Лекс был отдан в приёмную семью, где он ждал, пока достигнет совершеннолетнего возраста, чтобы получить страховую выплату. Вскоре Лекс обнаружил, что его приёмные родители были даже ещё более жестокими, чем его биологические родители. Жадные и управляемые, они планировали найти место хранения денег Лекса и украсть их у него. Вскоре после достижения Лексом совершеннолетия, после чего он смог получить доступ к своим деньгам, он тайно переводит их на сберегательный счёт с указанием инструкции, которая позволит только ему снимать деньги со счёта. Когда его приёмные родители нашли банковские документы Лекса, спрятанные от них, приёмный отец Лекса явился к их дочери, Лене (англ. Lena), и потребовал, чтобы она соблазнила Лекса (который влюбился в Лену) с целью передачи денег своим родителям.
Лена, которая испытывала чувства к Лексу, отказалась и за это была избита отцом до смерти. Лекса в это время не было дома, так как его уговорил пойти на футбольный матч его друг Перри. Когда Лекс вернулся домой, он был вне себя от горя, найдя Лену мёртвой. Это событие стало поворотным моментом в жизни Лекса Лютора, который поклялся во что бы то ни стало получить власть и абсолютный контроль над окружающими. Десятилетием позже, в день, когда родилась дочь Лютора, Лекс нанял приёмного отца убить мэра Метрополиса. После убийства Лекс встретился с приёмным отцом в аллее (под предлогом оплаты) и лично застрелил его. Свою дочь Лекс назвал Леной.
Перри Уайт стал первой мишенью гнева Лекса, как только он обрёл могущество. Лекс винил Перри в смерти Лены и отплатил ему тем, что соблазнил жену Перри, зачав с ней ребёнка. Отпрыск, Джерри Уайт (англ. Jerry White), узнал о своём истинном происхождении в последние годы своего юношества, перед тем, как был убит местной уличной бандой, с которой он связался. Несколькими годами позже Лекс получил в собственность «Дейли Планет» и попытался «убить» эту газету из презрения к Перри.

#### 52
Департамент полиции Готэм-Сити считает, что как представляется, тело Лютора находится в переулке. Джон Генри Айронс осматривает тело в лаборатории STAR и отмечает, что труп был изменён после смерти, чтобы сделать его похожим на Лекса Лютора. Во время пресс-конференции подлинный Лютор публично заявляет, что это тело самозванца с другой Земли и истинный виновник преступлений, в которых обвиняется Лютор. Хотя на теле Александра отсутствовал палец и он отличался от Лекса во время его смерти, 52 редактор Стивен Вакер подтвердил, что тело, найденное в Готэме, действительно Алекс, и что Лютор изменил его до того, как полиция обнаружила его.
Лютор немедленно отправляется строить церковь, которую он называет Люторской Церковью; он становится представителем новой процедуры, созданной Проектом Everyman, которая разрабатывает простых граждан для развития сверхдержав. Во время вскрытия Александра Лютора-младшего он тайно подвергает Джона Генри Айронса химическим веществам, связанным с его созданием его новой армии супергероев, превращая Джона в супергероя Сталь. При приближении к племяннице Джона Наташе Айронс Лютор с радостью позволяет ей стать одним из его первых подопытных. Используя Наташу и нескольких других добровольцев, Лютор формирует свою собственную команду супергероев, которую представляют как новую Infinity Inc. На 21-й неделе Infinity Inc. вступает в битву с Блокбастером (которого также создал Лютор), когда он демонстрирует, что он может «отключить» силы каждого из своих агентов; это приводит к смерти его спидстера, Тражектории.
В полночь в канун Нового года Лютор приводит в действие расчётный заговор с целью дискредитировать Супернову, нового героя, который взял на себя защиту Метрополиса в отсутствие Супермена. Лютор запускает массовое отключение полномочий всех, кто принимал участие в программе Everyman, за исключением членов Infinity Inc. Поскольку несколько человек с воздушными способностями стремительно падают на смерть, подземный газопровод разрывается от удара, что добавляет гражданских лиц к числу погибших. Наносится ущерб в миллионы долларов. Сюжет Лютора в конечном итоге терпит неудачу, когда Сверхновая способна минимизировать катастрофу с помощью впечатляющего спасения.
Исследуя Лютора, чтобы искоренить его мотив, Наташа Айронс обнаруживает, что Лютор проверяет себя, чтобы убедиться, что он совместим с искусственным метагенным лечением. Джон Генри Айронс ведёт штурм здания Лютора; несмотря на разрушение его доспехов во время боя, Айронс противостоит Лютору — только чтобы обнаружить, что он сильно превосходит его по мощи, поскольку Лютор демонстрирует почти все способности Супермена. Лютор рассматривает завоевание Земли и переименование её в Лексор. Тем не менее, Наташа использует молот своего дяди, чтобы вызвать электромагнитный импульс, который отключает синтетический метаген на время, достаточное для того, чтобы Сталь успел выбить из Лекса дурь. В результате Лекс опозорился, и позже ему предъявили обвинение, когда участники проекта «Каждый человек» осознали, что их использовали.

## Вне комиксов

### Фильмы
В фильме «Супермен»1978 года роль Лекса Лютора исполнил Джин Хэкман, в котором он являлся главным злодеем. Также Хэкман исполнил эту роль во второй и четвёртой частях франшизы.

#### Возвращение Супермена

Кевин Спейси в роли Лекса Лютора в фильме «Возвращение Супермена».

В фильме «Возвращение Супермена» (2006) Лекса Лютора сыграл Кевин Спейси. Прошло 5 лет, Лекс уже женат, но продолжает совершать свои преступления. Лекс со своими людьми находит крепость Кларка и забирает криптониты. Он обнаруживает, что криптонит расширяется в воде, и создаёт себе в Антарктиде криптонитовый замок. Вскоре Лоис вместе с сыном Джейсоном решает узнать что-нибудь про него и отправляется к замку, но Лекс обнаруживает их и берёт в плен. После того как Джейсон убивает одного из его людей, Лютор догадывается, что отцом мальчика является Супермен. Позже в криптонитовом замке Лекс Лютор пронзает Кларка криптонитовым лезвием. Лекс был уверен, что Супермен мёртв и его план осуществится, но затем происходит землетрясение, из-за которого гибнут его люди, а он со своей женой спасается на вертолёте. Однако жена предаёт его, испугавшись грандиозных кровожадных планов мужа, и выкидывает остальные алмазы. Лекс не успел вернуться за ними, замок раскалывается, и они улетают. Но неожиданно у них кончается горючее, и они приземляются на необитаемый остров.

#### Расширенная вселенная DC
- Изначально Зак Снайдер рассматривал на роль Леонардо Ди Каприо, но сотрудничество в итоге не состоялось, хотя дело дошло до переговоров. В ходе беседы актёр дал режиссёру несколько советов, среди них была идея о борьбе Супермена с Лигой Справедливости.[6]
- Джесси Айзенберг исполнил роль Лекса Лютора[7]. Верcия Лютора в исполнении Джесси Айзенберга отличается гениальностью, отдающей безумием и полным отсутствием каких-либо моральных принципов. Когда его посадили, его остригли налысо (как и в остальных предыдущих версиях Лютор был лысым или терял волосы от каких-либо причин). После того когда он попал в тюрьму, к нему заходит Бэтмен. Лекс предупреждает его, что Супермен мёртв, Землю нечем защищать и скоро придут те, кто ещё не знал о нём больше, назвав их «монстрами во тьме». Это и убедило Бэтмена создать Лигу справедливости и собрать мета-людей, чтобы не допустить этого.
- Джесси Айзенберг вернулся к роли Лекса Лютора в фильме «Лига Справедливости Зака Снайдера».[8][9][10]. Он появляется камео в сцене после титров. Он помогает Дефстроуку выйти на Бэтмена, называя тому его настоящее имя — Брюс Уэйн.

#### Вселенная DC
- Николас Холт исполнил роль Лекса Лютора фильме Джеймса Ганна «Супермен».

### Телесериалы
- «Лоис и Кларк: Новые приключения Супермена». Роль сыграл Джон Ши.
- «Тайны Смолвиля». В роли Лекса - Майкл Розенбаум.
- «Супергёрл» (телесериал). Роль исполнил Джон Крайер.
- "Супермен и Лоис". Роль исполнит Майкл Кадлиц.
- Лекс Лютор появится в будущем сериале «Метрополис».

### Мультсериалы
- «Лига справедливости»
- «Супермен» (1998—2000)
- «Юная Лига справедливости»

### Мультипликационные фильмы
- В мультфильме «Лига справедливости: Боги и монстры», где действие происходит в параллельной вселенной, Лекс Лютор имеет сходство со Стивеном Хокингом.

### Видеоигры
- Главный антагонист в игре Superman для Nintendo 64.
- Появляется в игре Superman: Shadow of Apokolips.
- Superman Returns: The Videogame. Лекс Лютор является одним из главных персонажей, так как игра создана по фильму «Возвращение Супермена».
- DC Universe Online. Лекс Лютор выступает в качестве одного из трёх наставников для суперзлодеев. Играбелен в режиме Legends.
- LEGO Batman 2: DC Super Heroes. В этой игре является главным злодеем наравне с Джокером. Играбельный персонаж.
- LEGO Batman 3: Beyond Gotham. Является одним из боссов и играбельным персонажем.

### Mortal Kombat vs. DC Universe
Mortal Kombat vs. DC Universe. В своём окончании в этой игре используя данные, украденные у спецназа, Лекс Лютор построил портал и попал через него во вселенную Mortal Kombat. Там он встретил колдуна Куан Чи. Их объединённая сила будет неостановима. Скоро этот новый Смертельный альянс захватит обе вселенные. Играбельный персонаж.

### Injustice: Gods Among Us
Injustice: Gods Among Us. Во вселенной Единой Земли Лютор является доброжелателем, который втайне от Супермена помогает Бэтмену свергнуть Режим. В то же время он никогда не нарушал закон. Убит Суперменом в отместку за предательство. Играбельный персонаж. В режиме истории после победы над Кал-Элом он получил то что он хотел, и стал героем Земли, где первое доказательство постройки статуи Лекса Лютора.

## Критика и отзывы
- В 2009 году Лекс Лютор занял 4 место в списке 100 величайших злодеев комиксов по версии IGN.